# 遼隧の戦い
遼隧の戦い（りょうすいのたたかい）は、中国の三国時代の戦乱。遼東で半独立政権を築いた公孫氏と魏が、遼隧（現在の遼寧省鞍山市海城市）で武力衝突し、結果、遼東公孫氏は滅亡した。

## 背景
公孫氏は後漢の時代より遼東に移り住み、勢力を強めたが、歴代の王朝は遼東を絶域としており周辺異民族との流通交易を行わなかったため、公孫氏は当地で半独立の体制を築いた。ところが、後漢末期の戦乱を経て三国鼎立後、各国は国益と隣国への牽制も兼ねて、それまでとは一転して辺境部族と交流を持ちかけるようになる。
そうした中、呉は幾度か遼東に周賀を送り込もうと謀るも、魏の田豫に敗れる。遼東公孫氏の当主・公孫淵はこれを利用し、孫権に使節を送り呉に恭順を示すふりをしながらも、呉の使者を襲撃し、その首を魏に送ることで、曹叡より楽浪公と専断権を勝ち得た。
公孫淵の裏切りに激怒した孫権は公孫淵討伐軍を派遣しようとするが、臣下の薛綜から、公孫淵の支配地を得ても利益が無い事、海洋遠征は危険である事および脚気で兵を失う不利益を上訴され、断念した。（『三国志』薛綜伝）
237年、孫権は高句麗と通じ、遼東へ親征を行おうとした。魏は毌丘倹を派遣しこれと対陣、毌丘倹が鮮卑の軍を動かして遼東に駐屯させたことで、家臣の反対もあって孫権は親征を断念する。これを受けて魏は公孫淵に対し上洛を命じたが、公孫淵はこれを拒否、挙兵して遼隧で毌丘倹を撃退する。
同年、公孫淵は燕王を称し年号を紹漢と定め、独立を宣言。周辺部族を掌握して玉璽を与え、魏との国境をめぐり抗戦を継続する。

## 遼隧の戦い
238年、曹叡は司馬懿に4万余の兵を与え、公孫淵征伐を命じた。公孫淵も卑衍・楊祚らに数万の軍を与えて遼隧に派遣した。司馬懿が遼東に到着すると、卑衍が司馬懿を攻撃したが、司馬懿は胡遵らを派遣して卑衍を破った。
公孫淵は遼隧に数十里（『三国志』には二十里、『晋書』には六・七十里ほどと記されている）の塹壕を掘り、司馬懿の軍を迎え撃ったと言われる。遼隧の公孫淵の防衛陣が堅固と見た司馬懿は、東南に退却したとみせかけて、国都の襄平に侵攻する。公孫淵は遼隧の軍を撤退させ、都の守備に当たらせたが、防戦一方となり敗退を繰り返して、司馬懿に襄平を包囲された。
長雨の時期にさしかかり兵糧が底を突いたため、公孫淵は人質を出して和睦しようと画策するが、司馬懿はこれを許さず公孫淵を捕え、処刑した。公孫淵の子公孫脩をはじめとする一族も討たれ、遼東公孫氏は滅亡した。
戦後、司馬懿はこの地に魏へ反抗する勢力が再び生まれぬよう、当地の15歳以上の男子を皆殺しにし、夥しい数の亡骸で京観を作ったことが後世に伝わる。
すでに公孫淵は孫権に謝罪とともに援軍を求める使いを出した。239年に孫権は援軍として羊衜・鄭冑・孫怡を派遣した。この頃、曹叡が死去すると、魏は遼東に対する備えが薄くなった。その隙をついて羊衜らが遼東の牧羊城（旅順口）で魏の張持や高慮らを破って、その男女を捕虜として帰国した。

## 影響
- 遼東公孫氏が滅亡した238年、倭国が魏に使節を派遣している。公孫氏の支配が遼東から消滅したことで、日本は中国大陸の文化に触れることが可能になった。[要出典]
- 遼東公孫氏を滅ぼした魏は、完全に遼東半島を勢力下に置き、更に高句麗とも国境を巡って衝突するようになる。244年、魏は毌丘倹を派遣し、高句麗を侵攻した。
- 遼隧の戦いで司馬氏は魏の軍権を掌握し、これが後に国権の強化を目論む曹爽との政争に繋がっていく。そのため遼隧の戦い（及び遼東公孫氏の滅亡と倭国からの朝貢成立）は、後の西晋成立の遠因と考えることもできる。